# わが家は楽し (テレビドラマ)
『わが家は楽し』（わがやはたのし）は、2025年3月13日にTBS系で放送されたテレビドラマ。主演は小日向文世。

## 登場人物
平山幸之助（ひらやま こうのすけ）
演 - 小日向文世
主人公。遥・和夫の父。
平山史枝（ひらやま ふみえ）
演 - 戸田恵子
幸之助の妻。遥・和夫の母。
平山和夫（ひらやま かずお）
演 - 髙橋海人
幸之助・史枝の長男。アルバイトをしている。
濱口遥（はまぐち はるか）
演 - 桜井ユキ
幸之助・史枝の長女。税理士。一児の母。
吉岡美鈴（よしおか みすず）
演 - 山田杏奈
和夫の彼女。パン屋でアルバイト。
濱口雄太（はまぐち ゆうた）
演 - えなりかずき
遥の夫。税理士事務所の事務方。
平山富子（ひらやま とみこ）
演 - 岩崎加根子
幸之助の母。
濱口ナナ（はまぐち ナナ）
演 - 増留優梨愛
遥と雄太の娘。幸之助と史枝の孫。春から小学1年生。
加代（かよ）
演 - YOU
幸之助行きつけの小料理屋の女将。
カンナ
演 - キムラ緑子
史枝の親友。デザイナー。ブックカフェの共同経営者。
ミモザ女主人
演 - 三田佳子
喫茶店「ミモザ」の女主人。着物を着ている。
ハイヤーの運転手〈70〉
演 - 角野卓造
幸之助の定年退職当日に会社から自宅に送ってもらうハイヤーの運転手。
再雇用で1年ごとに契約。
家具屋のナベさん
演 - 井上順
「加代」の常連客。幸之助の飲み友。
菓子屋の金ちゃん
演 - 村田雄浩
「加代」の常連客。幸之助の飲み友。
中村部長
演 - 丹羽貞仁
幸之助が勤務していた会社の部長。
女子社員
演 - 福留光帆
幸之助が勤務していた会社の女子社員。
信用金庫・近藤
演 - 北山雅康
史枝のブックカフェの融資の話を聞く銀行員。本が好き。
タクシーの運転手
演 - 生島勇輝
幸之助と和夫が病院から自宅に戻るときのタクシーの運転手。

## スタッフ
- 脚本 - 山田洋次
- 演出 - 清弘誠
- プロデューサー - 石井ふく子
- 製作著作 - TBS